# Hydrure de tributylétain
L'hydrure de tributylétain est un composé organostannique (stannane) de formule chimique  (n-C4H9)3Sn-H. C'est aussi le composé parent de la famille de tributylétains de formule (n-C4H9)3Sn-X où X est un anion, où X est un groupement anionique de charge unitaire. Il se présente sous la forme d'un liquide incolore soluble dans les solvants organiques. Il est utilisé comme source en atomes d'hydrogène en synthèse organique.

## Propriétés
L'hydrure de tributylétain est un liquide distillable faiblement sensible à l'air, se décomposant en (Bu3Sn)2O.  Son spectre IR montre une forte bande à 1 814 cm-1 caractéristique de νSn-H.

## Synthèse
On peut synthétiser l'hydrure de tributylétain par réduction de l'oxyde de tributylétain par le polyméthylhydrosiloxane (Bu = CH3CH2CH2CH2) :
(Bu3Sn)2O  +  2/n (MeSi(H)O)n   →   2 Bu3SnH  +  1/n [(MeSiO)2O]n
Il est également possible de la préparer par réaction entre le tétrahydruroaluminate de lithium et le chlorure de tributylétain : 
LiAlH4 + (Bu3Sn)Cl   →   Bu3SnH  + LiAlH3+ + Cl−

## Applications
L'hydrure de tributylétain est un réactif utile en synthèse organique. En association avec l'azobisisobutyronitrile (AIBN) ou par irradiation par la lumière, l'hydrure de tributylétain convertit les halogénures organiques (et leurs dérivés) en hydrocarbures correspondants. Ce processus se déroule via un mécanise radicalaire en chaîne impliquant le radical Bu3Sn,.

## Dérivés
L'hydrure de tributylétain a été utilisé pour obtenir les dérivés industriels suivants : 
- Oxyde de tributylétain (TBTO),
- Benzoate de tributylétain (TBTB),
- Linoléate de tributylétain (TBTL),
- Méthacrylate de tributylétain (TBTM),
- Fluorure de tributylétain (TBTF),
- Chlorure de tributylétain (TBTCl),
- Phosphate de tributylétain
- Naphténate de tributylétain (TBTN).